# Diadumenianus római császár
Daidumenianus, teljes nevén: Marcus Opellius Antonius Diadumenianus (208. szeptember 14. – 218. június 8.) római császár.
Apja Macrinus római császár , anyja Nonia Celsa.
Apja Macrinus, a császári főhadiszállást 217-ben Apameiába helyezte át. Ezzel egyidőben, fiát társ-Augustusszá nyilvánította.  Ezzel a lépésével dinasztiájának megerősítését kívánta elősegíteni és bizonyítani. Diadumenianus nevében és arcképével Antiokheiában pénzt is bocsátott ki.  A társcsászár elismertségét azzal kívánta fokozni, hogy a kiadott pénzen a „korszak boldogsága” feliratot szerepeltette.
Amikor Macrinus 218 nyarán Antiokheia közelében döntő vereséget szenvedett és csapatai elhagyták, az ifjú társcsászár Parthiába akart menekülni, de hamarosan elfogták. Diadumenianus rövid ideig fogságban volt, majd 218. június 8-án kivégezték.